# Gráber Margit
Gráber Margit (Budapest, 1895. augusztus 5. – Budapest, 1993. augusztus 4.) magyar festőművész, Perlrott-Csaba Vilmos felesége.

## Életpályája
Budapesten született Gráber Mór (1855–1921) turócszentmártoni származású magánhivatalnok, likőrgyáros és Baumann Róza lányaként. Apai nagyszülei Gráber Miksa kereskedő és Pikler Netti, anyai nagyszülei Baumann Zsigmond ügynök és Mangold Róza voltak. Iskoláit a budapesti Iparrajz Iskolában kezdte Vesztróczy Manó tanítványaként. 1911-től a Művészház tanfolyamán vett részt, ahol Kernstok Károly oktatta. Ezt követően az Iparművészeti Főiskolán tanult tovább. 1915-ben kezdett dolgozni. 1916-ban a Kecskeméti művésztelepen dolgozott Iványi-Grünwald Béla tanítványaként. 1918-ban a Nagybányai művésztelepen tevékenykedett. 1922-től volt kiállító művész. 1924-ben Párizsba mentek. 1928-ban hazatért Franciaországból. 1924-től tagja volt a Képzőművészek Új Társaságának. 1945 után freskóterveket készített. 1948-tól oktatott is. 1948-ban a Régi Művésztelep tagja lett.

## Magánélete
1919-ben házasságot kötött Perlrott-Csaba Vilmos festőművésszel. 1929-ben elváltak.

## Művei
- Vilma almával (1928)
- Temetés (1930)
- Csendélet gyümölcsöstállal (1936)
- Önarckép kendővel
- Kékruhás nő
- Akt kendővel
- Csendélet borosüveggel
- Kecskemét

## Egyéni kiállítások
- 1922 Helikon Galéria, Budapest
- 1926 Nemzeti Szalon, Budapest  
  - Galerie Tannhäuser, München
- 1932 Tamás Galéria, Budapest
- 1933 Pozsony
- 1934 Tamás Galéria, Budapest
- 1936 Műterem-kiállítás
- 1944 Műbarát
- 1947 Ernst Múzeum, Budapest
- 1949 Fényes Adolf Terem, Budapest
- 1958 Csók Galéria, Budapest
- 1961 Magyar Intézet, Párizs
- 1964 Ernst Múzeum, Budapest
- 1968 Kulturális Kapcsolatok Intézete, Budapest
- 1974 Műcsarnok, Budapest
- 1984 Kulturális Kapcsolatok Intézete, Budapest
- 1991 Szentendrei Galéria, Szentendre
- 2022 Haas Galéria, Budapest

## Díjak
- 1974 Érdemes művész
- 1975 Munka Érdemrend arany fokozata